# NK Posavina Zagreb
Nogometni klub Posavina Zagreb hrvatski je nogometni klub iz Zagreba. 

## Povijest
Klub je osnovan 1955. pod imenom Chromos, po istoimenoj tvornici boja i lakova koja ga je osnovala. Chromos se 18. srpnja 1960. spojio s Mesarskim u Meskrom ili Mesokrom. Dana 24. veljače 1961. postaje Chromos. Chromos i RIZ spajaju se tijekom srpnja 1963. u Kemičar. Od 1979. natječe se pod imenom Chromos. Klub je u polusezoni 1996./97.  promijenjeno ime u Posavina kako bi postao klub ratnih izbjeglica iz Bosanske Posavine. Od 1999. nema seniorsku momčad. Posavinu je 2002. kupio Davor Šuker i preimenovao u Davor Šuker nogometna akademija. Na njenim temeljima nastala je Croatia 98.
Plasirao se u Zagrebačku zonu 1970./71., Regionalnu ligu 1976.,  3. HNL 1992./93. i 2. HNL 1996./97. Osvojili su Zagrebačku zonu u sezoni 1964./65. Amateri su ostvarili treće mjesto na prvenstvu Hrvatske 1969., a pioniri su bili amaterski prvaci Hrvatske 1971.